# 이치부촌
이치부촌(일본어: 一武村)은 일본 구마모토현 구마군에 있던 촌이다. 

## 역사
- 1889년 4월 1일 - 정촌제 시행에 의해 이치부촌이 성립하였다.
- 1955년 7월 1일 - 미즈카미촌, 니시촌과 합병해 니시키촌이 성립하여 소멸했다.

## 참고 문헌
- 角川日本地名大辞典編纂委員会, 『角川日本地名大辞典 43 熊本県』1987, 角川書店